# Redfield, Kansas
Redfield là một thành phố thuộc quận Bourbon, tiểu bang Kansas, Hoa Kỳ. Năm 2010, dân số của xã này là 146 người.

## Dân số
Dân số các năm:
- Năm 2000: 140 người
- Năm 2010: 146 người